# Лез-Ор
Лез-Ор (фр. Les Orres, окс. Los Uèris) — коммуна во Франции, находится в регионе Прованс — Альпы — Лазурный Берег. Департамент коммуны — Верхние Альпы. Входит в состав кантона Амбрён. Округ коммуны — Гап.
Код INSEE коммуны — 05098.

## Население
Население коммуны на 2008 год составляло 516 человек.
| 1962 | 1968 | 1975 | 1982 | 1990 | 1999 | 2008 |
| ---- | ---- | ---- | ---- | ---- | ---- | ---- |
| 170  | 235  | 307  | 429  | 455  | 446  | 516  |

## Экономика
В 2007 году среди 384 человек в трудоспособном возрасте (15—64 лет) 298 были экономически активными, 86 — неактивными (показатель активности — 77,6 %, в 1999 году было 75,8 %). Из 298 активных работали 290 человек (166 мужчин и 124 женщины), безработных было 8 (3 мужчин и 5 женщин). Среди 86 неактивных 23 человека были учениками или студентами, 36 — пенсионерами, 27 были неактивными по другим причинам.

## Фотогалерея

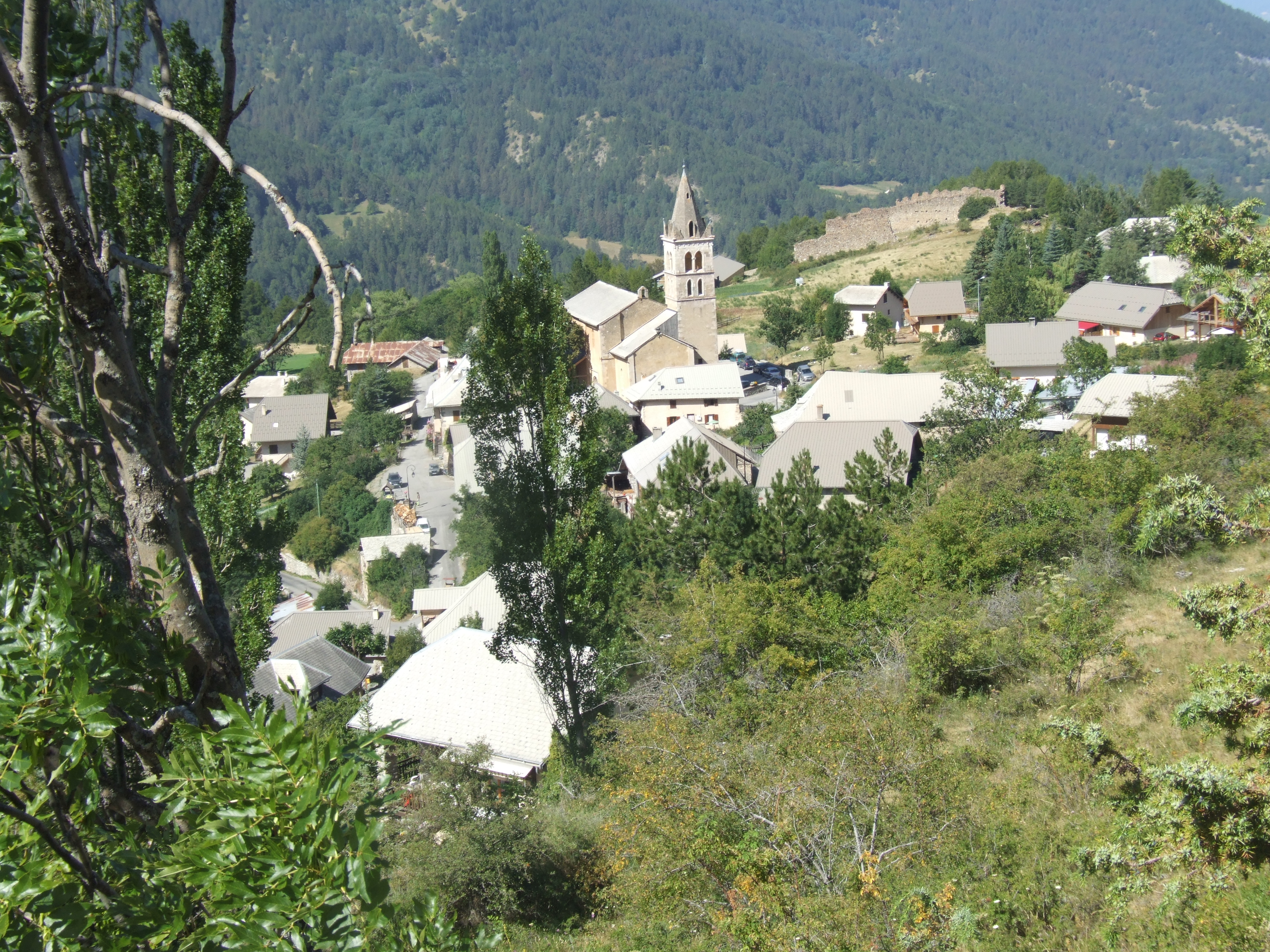
Лез-Ор
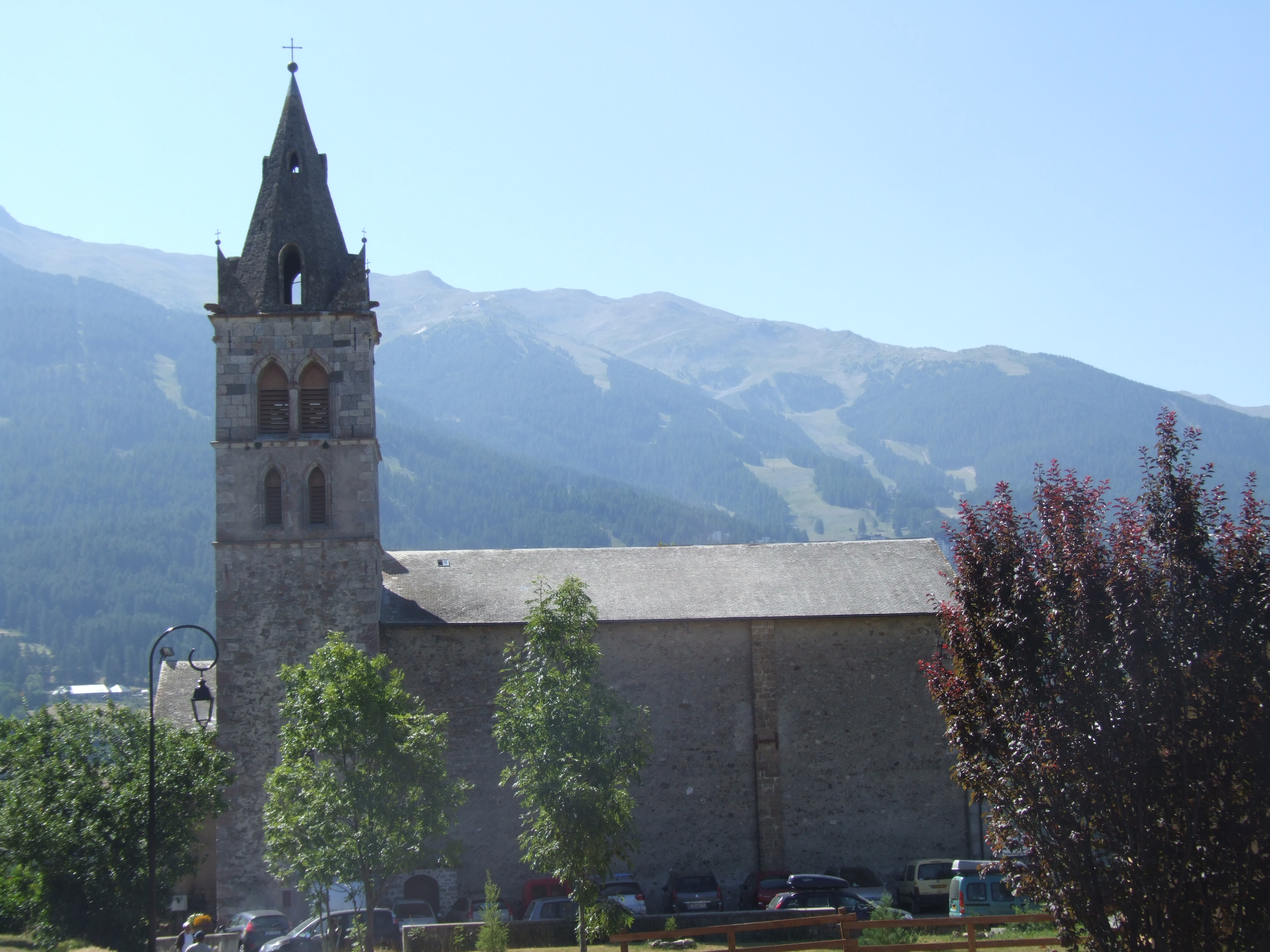
Церковь Св. Марии Магдалины
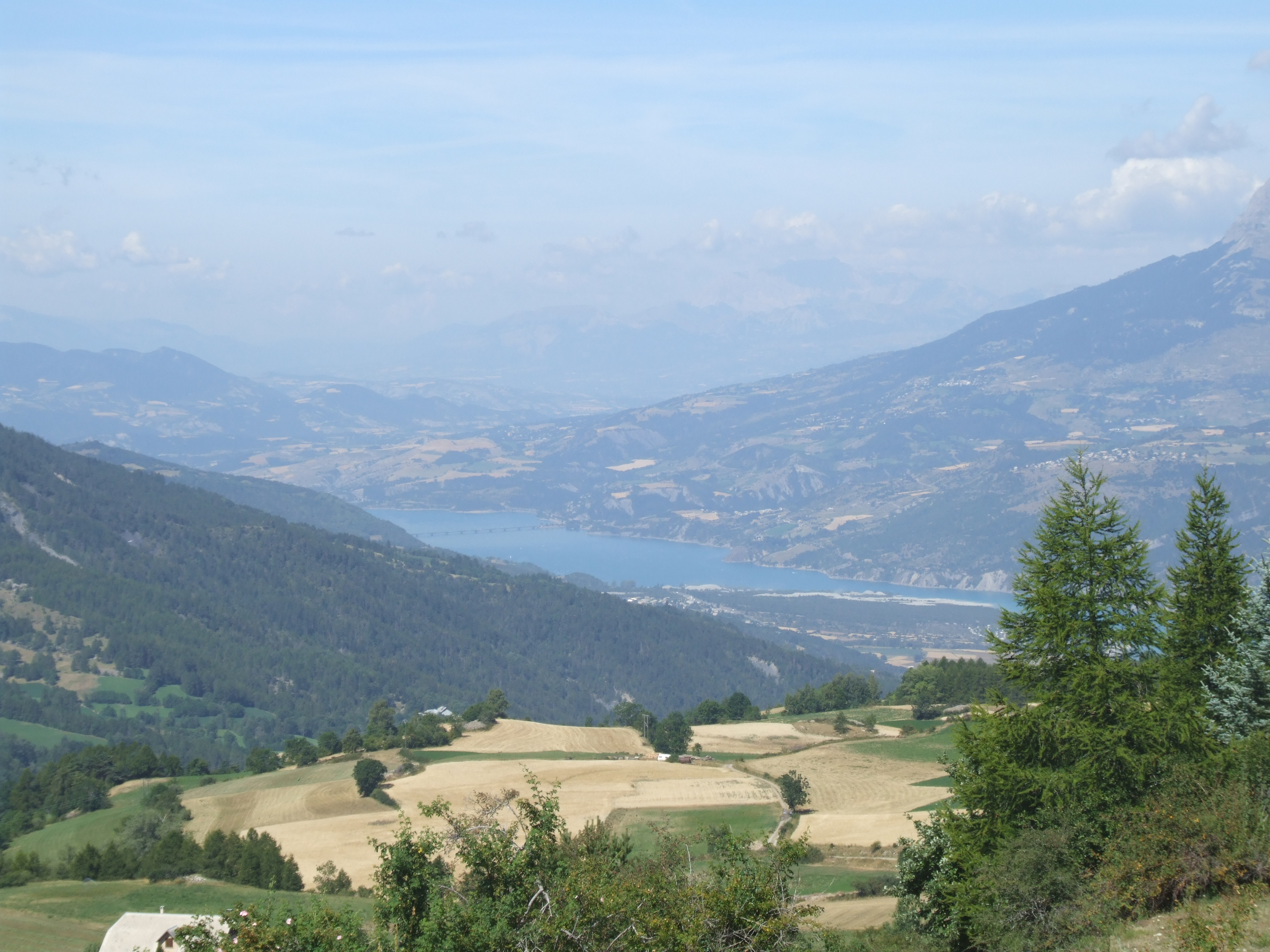
Вид на озеро Сер-Понсон
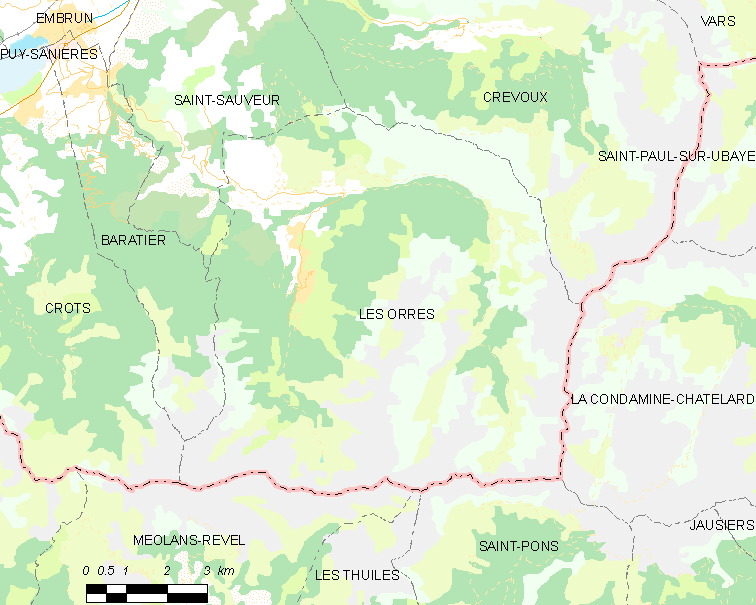
Карта коммуны